# Physiologie cellulaire
La physiologie cellulaire est l'étude des processus physiologiques au niveau de la cellule.